# Vaquelotte
La vaquelotte (connue aussi comme « canot de Barfleur » ou « canot à bourcet-malet ») est un petit bateau de pêche à voile que l'on trouvait un peu partout le long des côtes du Cotentin, en France, depuis le XIXe siècle. Elle devient plus rare depuis les années 1970. 

## Description
D'une longueur de 5 à 7 m, elle était gréée de voiles au tiers : une misaine et un tapecul, ainsi qu'un foc amuré sur un long bout-dehors. Solide et rustique, la vaquelotte était utilisée pour toutes sortes de pêche : aux cordes (lignes), au filet (fixe ou à la traine) ou aux casiers. 

## Exemple de bateaux
Quelques-unes ont survécu grâce à des passionnés du patrimoine maritime. 
L'une d'entre elles est inscrite aux monuments historiques :
- la Reine des Flots[2] de Saint-Vaast-la-Hougue.

On peut aussi citer : 
- les Sept Frères construit en 1932 à Barfleur,
- Jacques (1937) à Saint-Vaast
- L'Angélus (années 1940)
- Marie-Madeleine (1919) restaurée par Patrice Mabire, charpentier de marine du Musée maritime fluvial et portuaire de Rouen Elle a été mise à l'eau en 2021 et amarrée depuis dans le port de plaisance de Saint Valery en Caux. Cette vaquelotte reste la seule du chantier Lecanelier de Barfleur à être en état de naviguer.